# Poggio Civitella

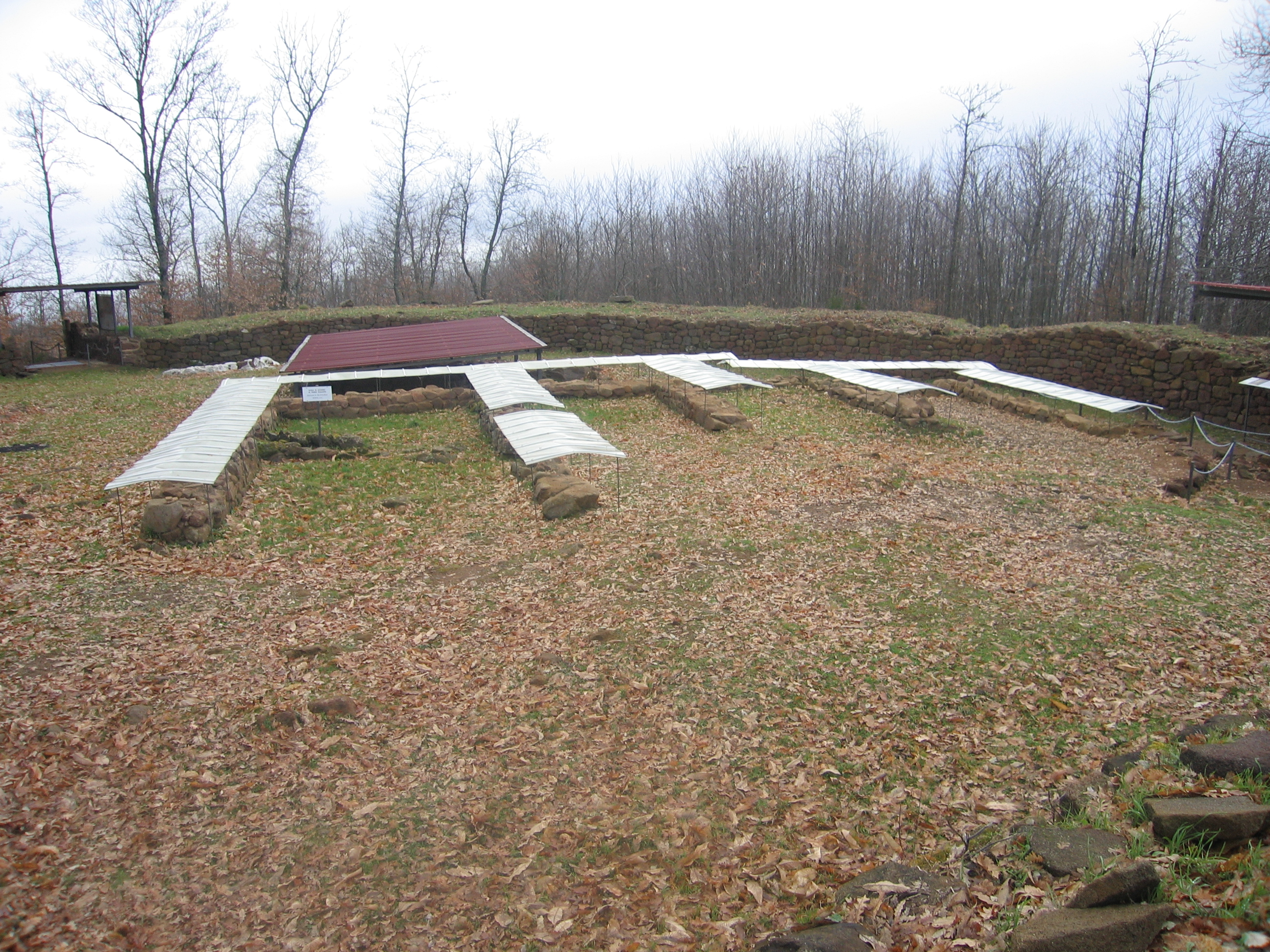
Le parc archéologique de Poggio Civitella en 2008

Poggio Civitella  est une colline située dans le Val d'Orcia, sur le territoire méridional de la commune de Montalcino en province de Sienne, qui atteint une hauteur maximale de 661 m sur laquelle se trouvait une citadelle fortifiée d'époque étrusque.

## Histoire
Les ruines de la citadelle, connues depuis toujours, ont été classifiées dans les années 1920 par l'archéologue Ranuccio Bianchi Bandinelli, comme appartenant à un castelliere protohistorique.
En 1951 quelques pièces archéologiques étrusques furent trouvées et en 1993 débutèrent des fouilles systématiques sous la direction de l'Université de Florence. Ces recherches aboutirent à la découverte de la première implantation militaire de la période hellénistique étrusque.
La campagne de fouilles et de restauration s'est terminée en 2005, et en 2008 le  Parc archéologique de Poggio Civitella a été officiellement inauguré et ouvert au public.
La position en hauteur du col qui déterminait sa valeur stratégique permet d'observer une vaste partie du territoire toscan compris entre la région de Grosseto et le Mont Amiata.

## Sources
- (it) Cet article est partiellement ou en totalité issu de l’article de Wikipédia en italien intitulé « Poggio Civitella » (voir la liste des auteurs).